# Bioremediere

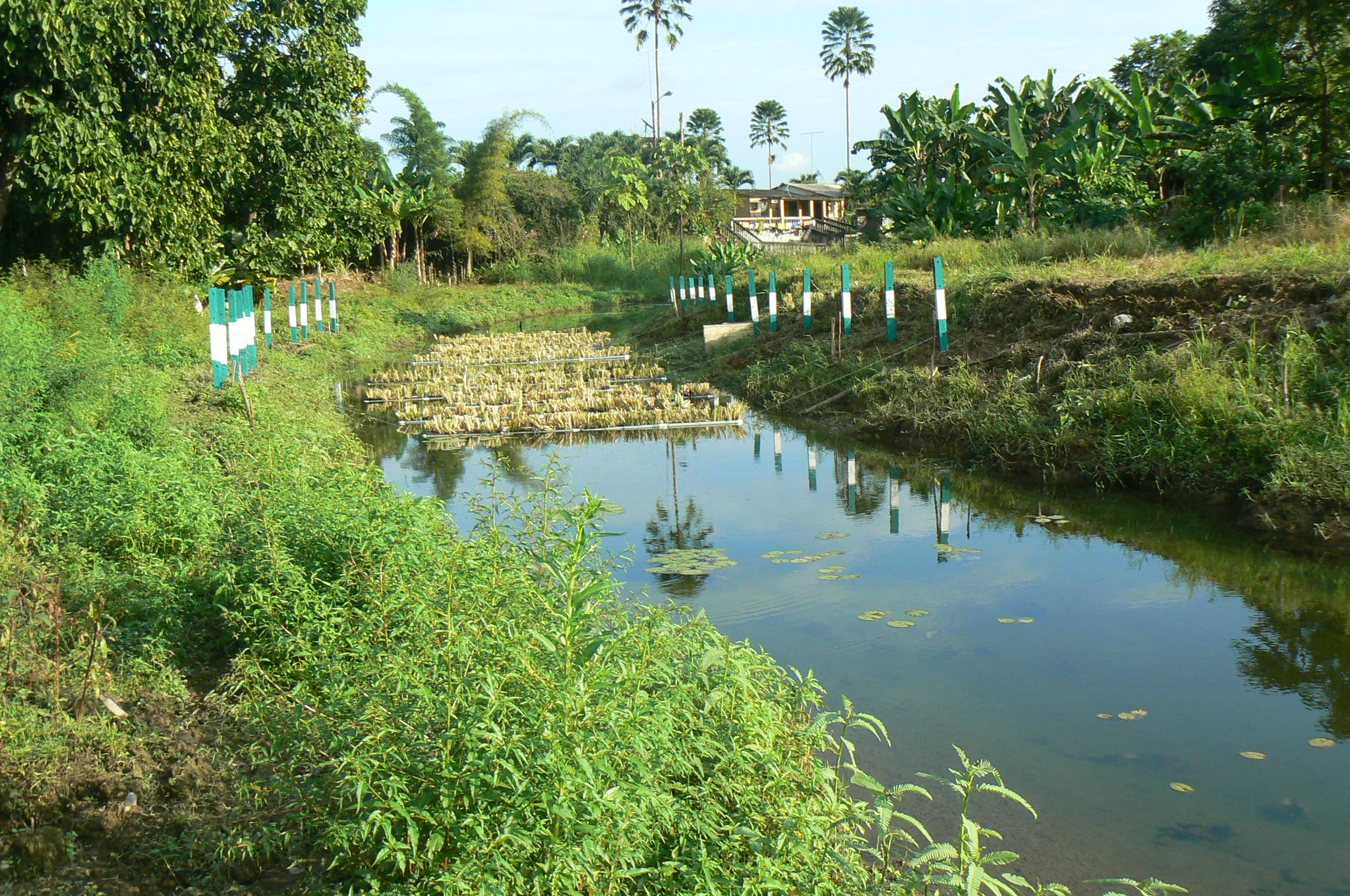
Tratarea unui râu prin bioremediere

Bioremedierea este o tehnică de gestionare a deșeurilor care presupune utilizarea organismelor biologice pentru curățarea solului și a apelor poluate. Această tehnică constă în adăugarea unor materiale în mediile poluate cu scopul de a provoca accelerarea procesului natural de biodegradare. Bioremedierea stimulează creșterea anumitor microbi care utilizează contaminanții drept sursă de hrană și energie. Printre contaminanții care sunt tratați prin bioremediere se numără petrolul și alte produse petroliere, solvenți și pesticide.